# بين شيروود
بين شيروود (بالإنجليزية: Ben Sherwood)‏ هو صحفي وكاتب أمريكي، ولد في 12 فبراير 1964 في لوس أنجلوس في الولايات المتحدة.

## وصلات خارجية
- بين شيروود على موقع IMDb (الإنجليزية)